# 刚洞

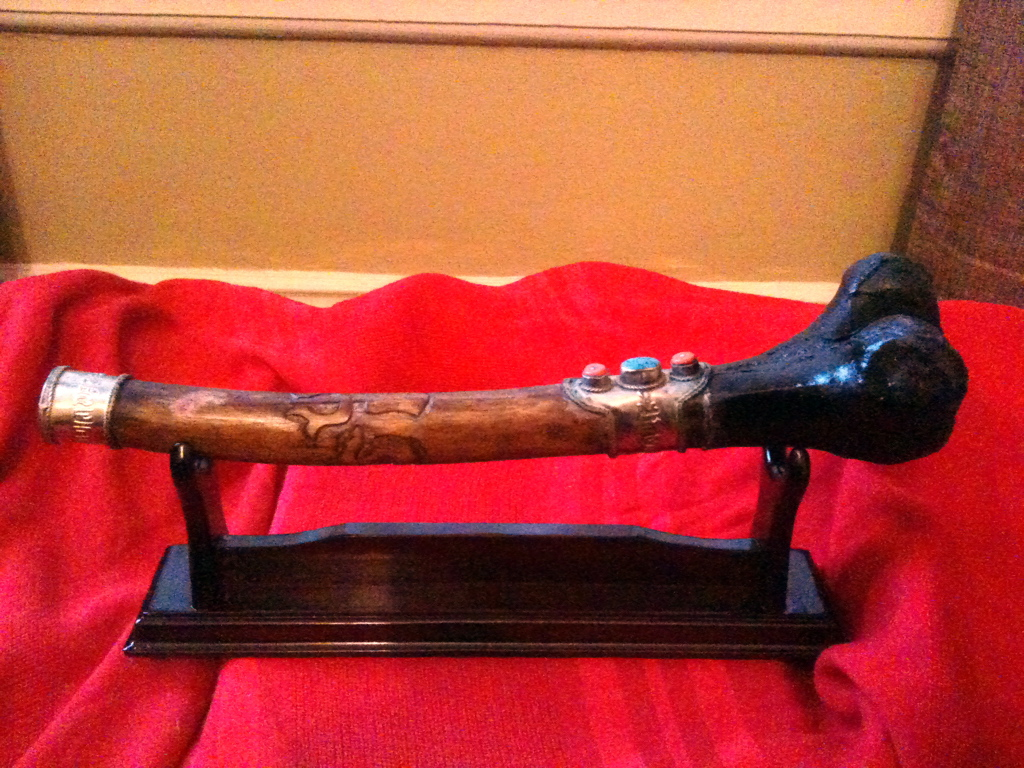
刚洞，用人腿骨制成的藏族号角。

刚洞（藏語：རྐང་དུང༌，威利转写：rkang dung，意为“腿骨号”），又名刚令（藏語：རྐང་གླིང་，威利转写：rkang gling，意为“腿骨笛”），也称胫骨号、冈洞、冈令、岗令、刚林、冈林、岗林，是一种藏传佛教的称赞法器。它是用人的胫骨或股骨做成的号角，现在常用金属替代做成腿骨形状。两头包饰镶松石、珊瑚等金银或铜箍镂花装饰品，一般在作密法时吹奏。象征无常。